# Powerful
Powerful è un singolo del gruppo musicale statunitense Major Lazer, pubblicato il 1º giugno 2015 come secondo estratto dal terzo album in studio Peace Is the Mission.

## Descrizione
Il brano, che vede la partecipazione della cantante britannica Ellie Goulding e del cantante giamaicano Tarrus Riley, è stato prodotto dai Major Lazer e dai Picard Brothers.

## Video musicale
Il video musicale, diretto da James Slater, è stato reso disponibile il 24 luglio 2015. Il video è stato girato in un ristorante dove Ellie Goulding e Tarrus Riley manifestano i loro poteri sovrannaturali, mandandolo in rovina e distruggendolo.

## Tracce
- Digital download[7]

1. Powerful (featuring Ellie Goulding & Tarrus Riley) – 3:26

## Classifiche

### Classifiche settimanali
| Classifica (2015) | Posizione massima |
| ----------------- | ----------------- |
| Australia         | 7                 |
| Austria           | 55                |
| Belgio (Fiandre)  | 30                |
| Belgio (Vallonia) | 33                |
| Danimarca         | 33                |
| Francia           | 78                |
| Germania          | 90                |
| Irlanda           | 77                |
| Italia            | 31                |
| Nuova Zelanda     | 20                |
| Paesi Bassi       | 70                |
| Polonia           | 7                 |
| Regno Unito       | 54                |
| Repubblica Ceca   | 35                |
| Stati Uniti       | 83                |
| Svizzera          | 53                |

### Classifiche di fine anno
| Classifica (2015) | Posizione |
| ----------------- | --------- |
| Australia         | 68        |
| Polonia           | 43        |